# Nou llibres de fets i dites memorables
Nou llibres de fets i dites memorables (en llatí: De factis dictisque memorabilibus o Facta et dicta memorabilia) de Valeri Màxim (c. 20 aC – 50) fou escrit el c. 30 o 31. És una col·lecció d'unes mil historietes que Valeri va escriure durant el regnat de Tiberi (r. 14–37), il·lustrant virtuts i vicis. La majoria d'aquestes històries aborden personatges romans, i algunes d'estrangeres a la fi d'alguns capítols, moltes de les quals parlen de filòsofs i reis famosos grecs.
Algunes de les històries es relacionen amb afers morals que s'igualen als de l'Antic i Nou Testament. Valeri Màxim es refereix a les seues històries com a "exemples" per a ser utilitzats com a guia moral. El treball de Valeri en la preservació dels valors morals de la República Romana del passat fou molt popular per la Il·lustració, de manera que, entre els prosistes llatins llegats per l'Antiguitat, és un d'aquells el text del qual sobreviu amb el major nombre de manuscrits d'aquest període. El seu treball s'utilitzà sobretot com a referència per a autors i oradores professionals, però les persones també llegien els Fets com un guia pràctica per a una vida virtuosa.
El treball de Valeri en aquests nou llibres durà més d'una dècada, i n'extragué material de Ciceró, Titus Livi, Sal·lusti, Pompeu Trogus, Marc Terenci Varró i altres historiadors antics. Cadascun dels nou llibres es divideix en capítols (en total 91) que cobreixen una àmplia varietat d'assumptes de la vida romana i organitzats d'acord amb el focus en virtuts particulars, hàbits morals i immorals, pràctiques religioses, supersticions i tradicions antigues. Aquest treball és l'ús més antic conegut d'un sistema d'organització jeràrquica per a temes d'un llibre.

## Temes

### Presagis

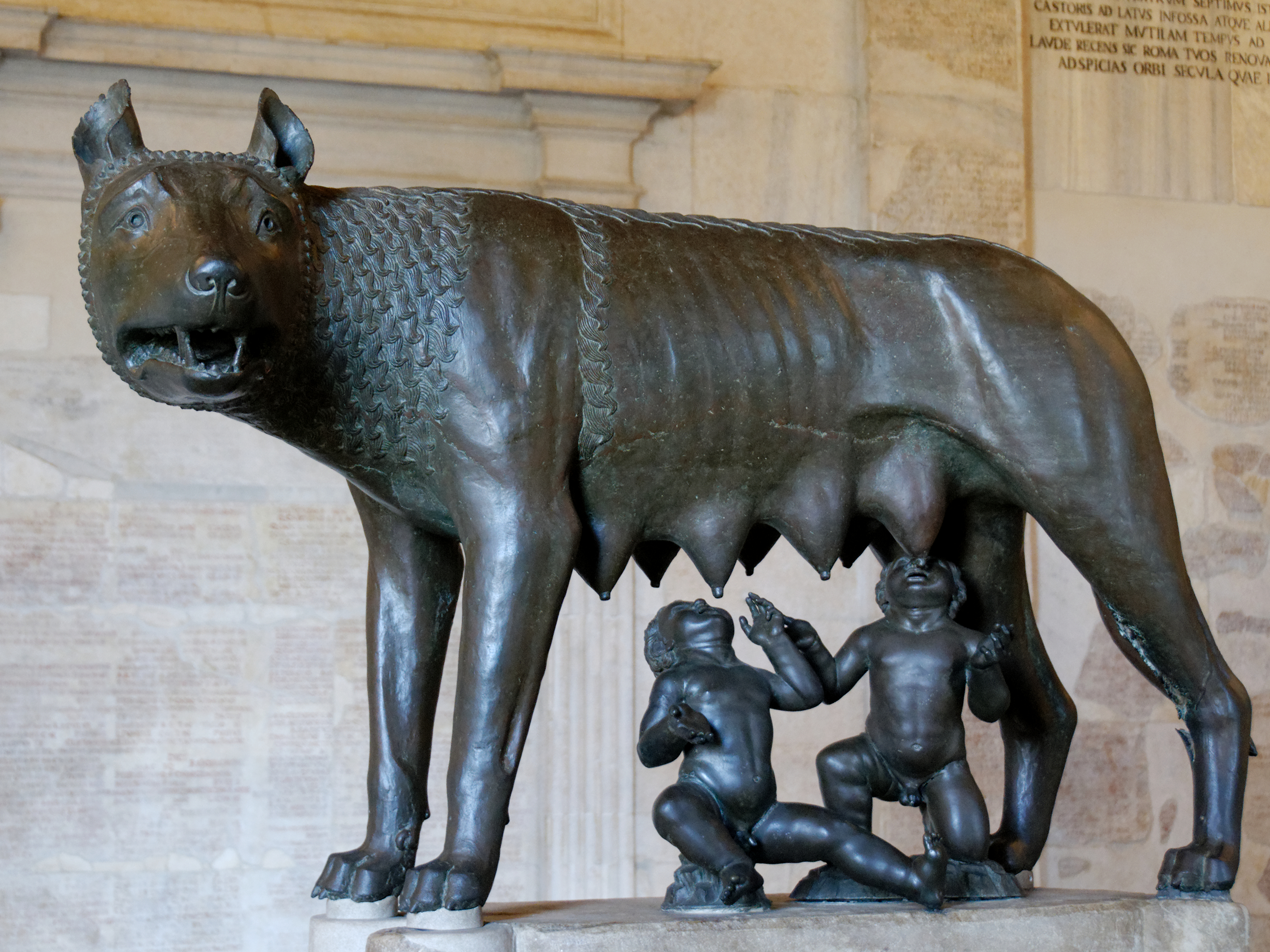
Luperca: lloba amb Ròmul i Rem

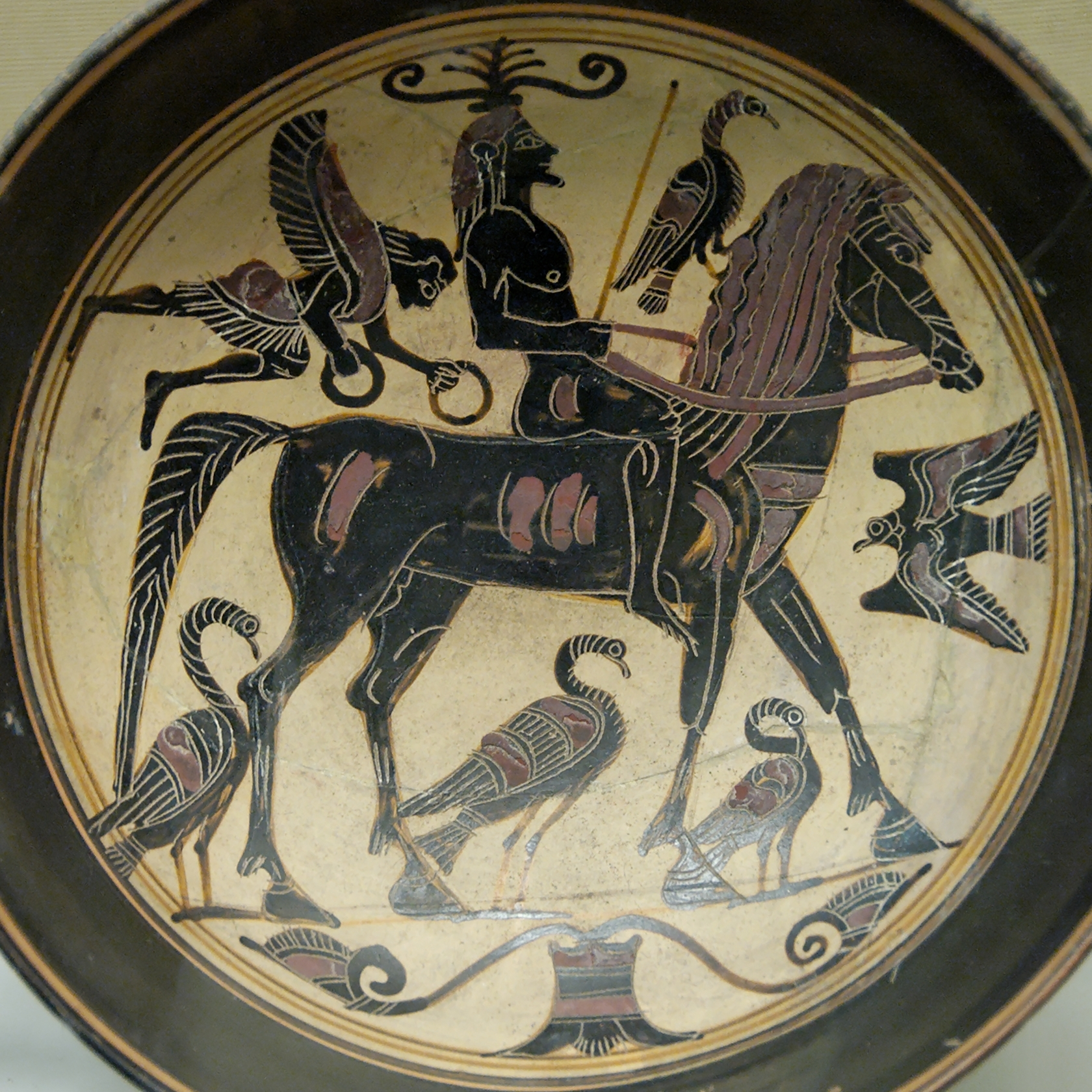
Un genet envoltat d'ocells de bon auguri, al qual s'aproxima una Nice duent llorers de victòria. Cílix lacònic de figures negres, c. 550–530 ae

Un exemple dels temes abordats per Valeri són les històries sobre presagis. Ell nota que l'observació de presagis tenia connexió amb la religió de l'antiga Roma perquè molts creien que eren de la providència divina. Valeri relata que els presagis tingueren una funció important quan Roma fou destruïda pels gals el 390 ae, i el senat estava deliberant si s'havia de traslladar de Roma a Veïs o reconstruir els murs de la ciutat. Mentre la qüestió estava sent deliberada algunes cohorts van retornar del servei de guàrdia. El centurió d'ells, llavors, començà a cridar en el lloc de reunió, "portaestendard, alça l'estendard; aquest és el millor lloc per romandre." La ciutat fou reconstruïda en aquell mateix lloc, perquè van interpretar les seues paraules com un presagi.

### Auspicis
En el capítol 4 del llibre primer, Valeri Màxim parla de la superstició dels auspicis, que signifiquen 'observacions d'ocells', provinent de les paraules llatines avis (ocell) i spicere (observar o vigilar). Abans de fer quelcom de gran importància, el romà "prendria els auspicis" per tal de determinar allò que els déus aprovaven. Es realitzava l'examen del capteniment de les aus en la fugida i alimentació, que s'interpretava per un àugur com la voluntat dels déus.
Una història romana que Valeri transmet parla de la fundació de Roma per Ròmul i Rem. Es relata que la fundació de la ciutat es va basar en auspicis. Rem fou el primer a "prendre els auspicis" en veure uns voltors, i Ròmul després va veure 12 voltors més. Ròmul va al·legar que tenia una reivindicació major, perquè en va veure una quantitat major, tot i que Rem fos el primer a albirar els voltors.
Valeri també documenta una història estrangera sobre aquest tema per una comparança: la fundació de la ciutat d'Alexandria, d'Egipte. Aquesta fou fundada per Alexandre el Gran el 331 ae, i en fou l'arquitecte Dinòcrates. Valeri relata que quan Dinòcrates estava dissenyant una gran ciutat a Egipte, no tenia calç per a escriure. En comptes d'això, utilitzà una gran quantitat d'ordi i va organitzar els plànols en terra. Un grup d'ocells vingué d'un llac proper i es menjà l'ordi, i l'àugur egipci ho va interpretar com indici d'abundància d'aliments per a la futura ciutat.

### Modèstia

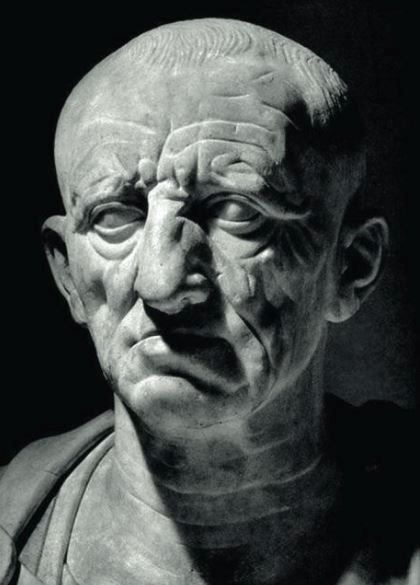
Bust de Cató el Censor

Valeri Màxim escriu sobre el tema de la modèstia en el capítol 5 del llibre 4, i hi aborda, per exemple, el fet que no havia seients separats per als senadors romans al teatre. Això ocorre a Roma des del segle VIII ae fins al temps del consolat de Publi Corneli Escipió Africà i Tiberi Semproni Llong el 194 ae. Malgrat això, cap membre de la plebs s'asseia davant els senadors. El seu respecte per aquesta tradició també es va mostrar quan un dia Luci Quinti Flaminí es va seure molt enrere en el teatre: es va situar allí, perquè havia estat expulsat del senat romà per Cató el Censor i Luci Valeri Flac. Flaminí ja hi havia mantingut l'ofici de cònsol i fou el germà del Tit Quinti Flaminí (cònsol el 198 ae), qui havia derrotat Filip IV de Macedònia (r. 221 ae - 179 ae) en la Segona Guerra Macedònica el 197 ae. Malgrat la seua expulsió, en respecte per la seua preeminència, tota l'audiència col·locà Flaminí al capdavant del teatre.
Valeri il·lustra una altra història de modèstia quan escriu sobre Gai Terenci Varró, que devastà la República Romana quan va començar la batalla de Cannes contra Hanníbal Barca, una de les pitjors batalles de la història. El seu sentit de l'honor no li va permetre acceptar la dictadura, tot i que li la van oferir, perquè les persones de la república van atribuir la gran derrota a la ira dels déus. En la inscripció sota la seua màscara mortuòria es mostra que el seu bon caràcter li va portar més honor que molts dels que esdevingueren dictadors.
Valeri explica una altra història de modèstia quan el rei Hieró II de Siracusa va saber la desastrosa derrota romana en la batalla del llac Trasimé. De seguida hi envià 70.000 mesures de blat, 50.000 d'ordi i 190 quilos d'or. Perquè l'or fos acceptat, el va presentar en forma d'una estàtua de la Victòria, i els romans l'acceptaren per motius religiosos.

### Maternitat i paternitat

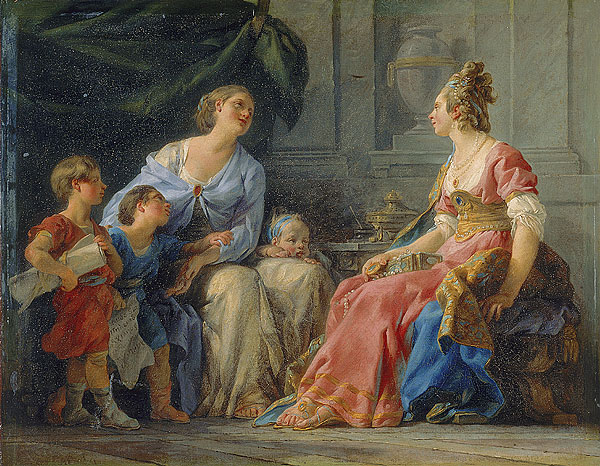
Pintura del amb Cornèlia Africana proclamant "aquestes són les meues joies" en referència als seus fills

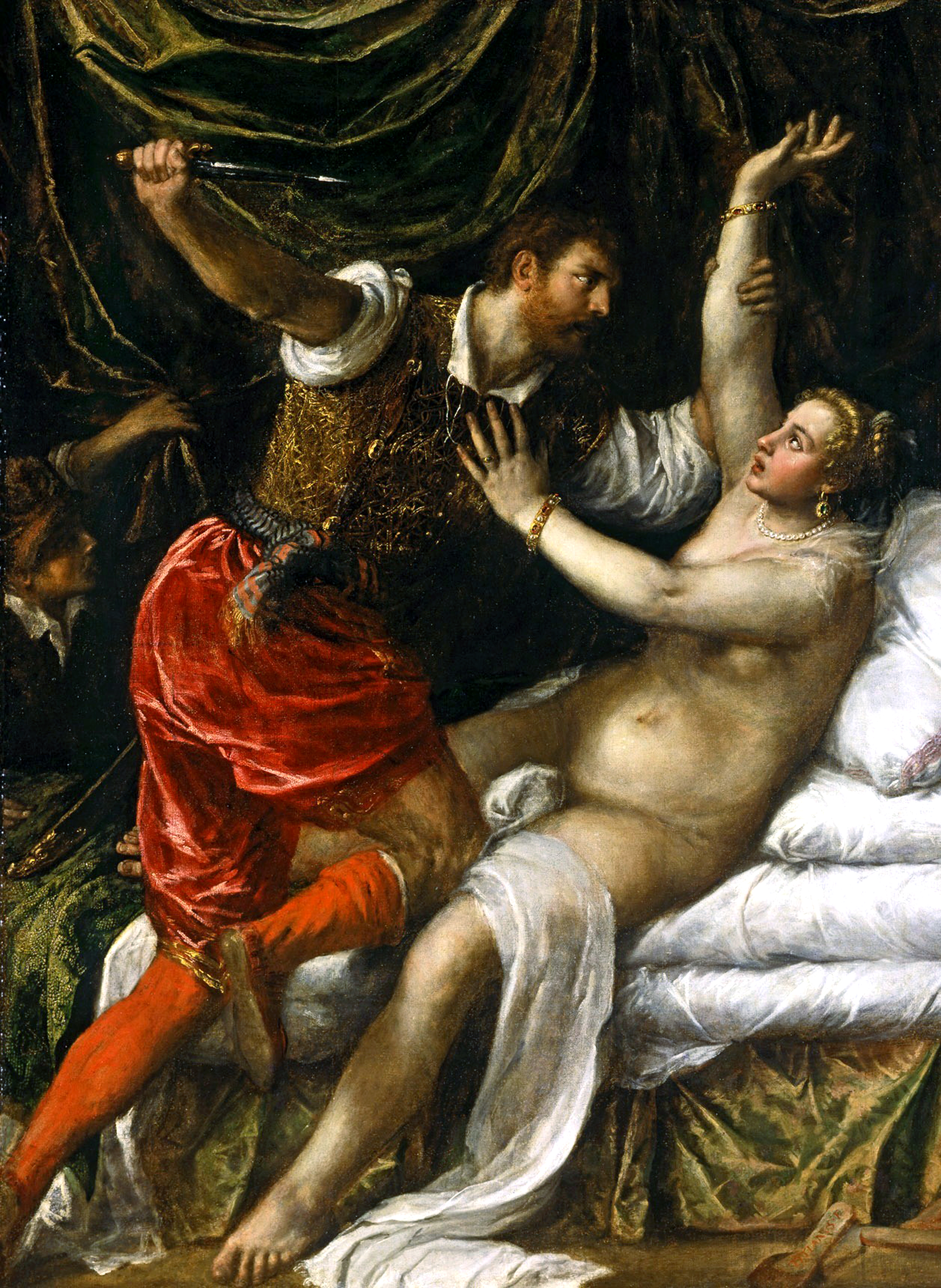
Pintura de Ticià sobre la violació de Lucrècia

Un altre exemple dels temes de Valeri és quan escriu històries sobre els pares romans i la seua estima envers els fills, com, en el capítol 4 del llibre 4, quan, en tractar sobre la pobresa, relata la història dels germans Gracs, Gai Semproni i Tiberi. En aquesta història s'explica com un dia Cornèlia Africana la Menor, mare d'ells (ella era filla de Publi Corneli Escipió Africà), fou molestada per una dama hoste que li mostrava les seues joies elegants. Cornèlia pacientment va suportar-la fins que els seus fills tornaren a casa de l'escola. Llavors, presentant-los a la dama, ella li digué orgullosament: "aquestes són les meues joies."
Un altre exemple, en el capítol 8 del llibre 8, és sobre Sòcrates, que mostra un costat íntim que no competia amb la seua estatura, doncs, com Valeri diu, cap part de la saviesa se li va amagar. Mostra com Sòcrates feu un cavallet de canya per als seus fills. Ell jugava amb ells, com  ho faria qualsevol pare.
Valeri Màxim escriu moltes històries d'altres pares romans que solen ser contraris a la imatge estereotipada dels pares brutals. Alguns d'aquests exemples apareixen en el capítol 7 del llibre 5 intitulat "L'amor i indulgència dels pares amb els seus fills". Escriu que els pares reals són aquells que són benignament permissius i mostren indulgència, i explica que aquest tipus de pare podria ser trobat als carrers de Roma.. Descriu, però, en el capítol 8 del llibre 5 alguns pares que eren severs amb els seus fills i pares romans abusius que eren patriarques tirànics que assassinaven fins i tot els de la seua pròpia sang.
Valeri escriu sobre Luci Juni Brutus que va matar els seus fills per fallar en els seus deures militars, deixant el paper de pare i actuant sols com a cònsol. Altres exemples d'aquest canvi de funció es poden trobar en el llibre 6. En el capítol 1.5, en què Valeri narra la història de Quint Fabi Màxim Eburne, aquest havia mantingut els més alts oficis públics amb gran esplendor i acabà la seua carrera amb molta dignitat; tanmateix, va castigar els seus fills per la seua castedat dubtosa. En el capítol 1.6, Valeri escriu sobre Publi Atil·li Filisc, a qui varen violar quan era un xiquet. Quan es va fer adult, Filisc es va convertir en un pare rigorós sobre la castedat: quan va assabentar-se dels actes sexuals prematrimonials de la seua filla, la va assassinar.

### El rol de les dones
En el llibre 6, en tractar sobre la castedat, relata l'estereotipus femení com ben duta i que preferiria la mort en comptes del deshonor. S'hi narra la història de Lucrècia en el capítol 1.1, que fou violada per Sext Tarquini, fill del rei Tarquini. Lucrècia no va poder suportar la desgràcia i es va suïcidar. Un altre exemple n'és Hipona, una dona grega que també es va suïcidar per no patir estupre. Valeri fins i tot escriu en el llibre 2, capítol 6.14, que el sati era una pràctica admirable per a totes les dones del seu dia.

### Homosexualitat
Valeri escriu sobre l'homosexualitat, abordant-ne la masculina en l'exèrcit romà i en la classe rica. No parla sobre l'homosexualitat femenina, com alguns altres escriptors van fer en aquell període.

### Exèrcit romà

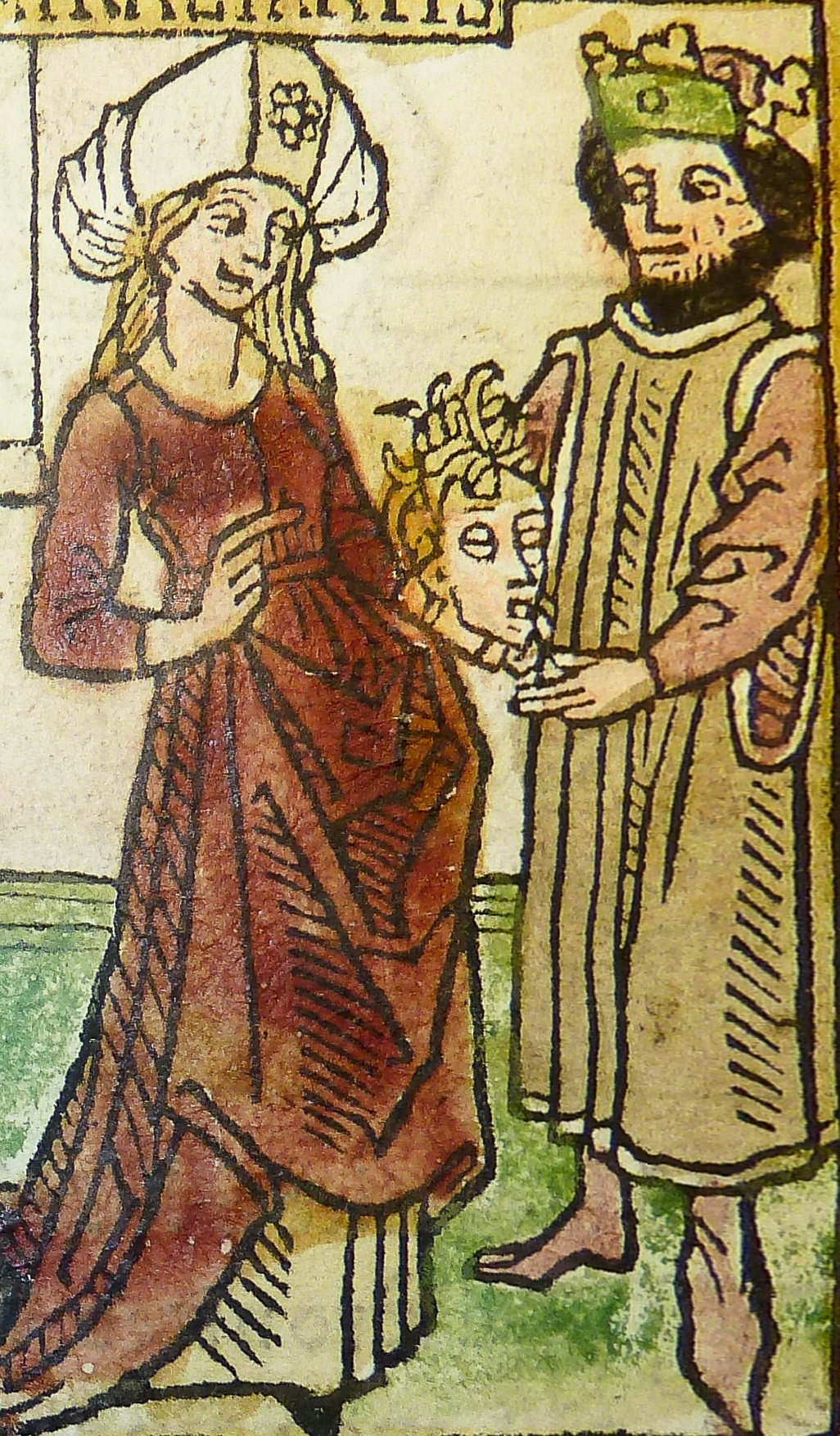
Xilografia de Quiomara impresa per Johannes Zainer, 1474

En les històries de l'exèrcit romà, Valeri parla sobre personatges militars d'alta graduació que prenen avantatge de la seua posició. En el capítol 1.10 del llibre 6, Valeri conta la història de Gai Corneli, que fou recompensat quatre vegades amb el lloc de centurió sènior de la seva legió pels seus superiors. Tanmateix, Gai Pescenni Níger, un triumvir capital el 149 ae, el va dur a presó per tenir relacions sexuals amb un jove. Corneli no va negar pas les acusacions i estava preparat per a fer un sponsium (garantia legal). En fer-ho, Corneli feia una declaració i presentava una quantitat de diners com a garantia de la veritat. Segons la declaració d'ell, el jove obertament i de bo grat li vengué el cos per diners. Els tribuns no li ho van permetre, perquè pensaven que soldats de la República Romana no haurien de fer acords en què podien pagar per plaers domèstics enfrontant perills en l'exterior. Corneli passà la resta de la seua vida en presó.
En el capítol 1.11 del llibre 6, Valeri explica la història de Marc Letori Mergus. Comini i un tribú de la plebs convocaren Mergus, un individu de carrera militar, davant del poble, a causa de les seues relacions sexuals amb hòmens i dones joves fora del seu matrimoni. Fou processat i enviat a la presó.
En el capítol 1.12 del llibre 6, Valeri relata la història de Quiomara, que era l'esposa d'Ortiagó de Galàcia. Durant la Guerra Gàlata contra la República Romana, el 189 ae, Gneu Manli Vulsó vencé tots els gàlates. Un dels seus centurions s'encarregà d'un grup de presoners, en què hi havia Quiomara, a qui va violar. O centurió demanà un rescat per ella als familiars. Deprés de rebre'l, mentre comptava les monedes d'or, Quiomara feu gestos als qui anaren per ella perquè el matassen i li tallassen el cap. Després es presentà davant el marit amb el cap del centurió.

### Visió política

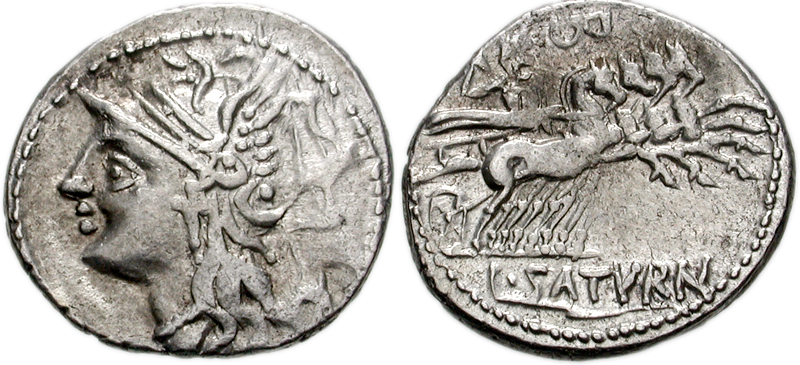
Moneda encunyada per Luci Apuleu Saturní

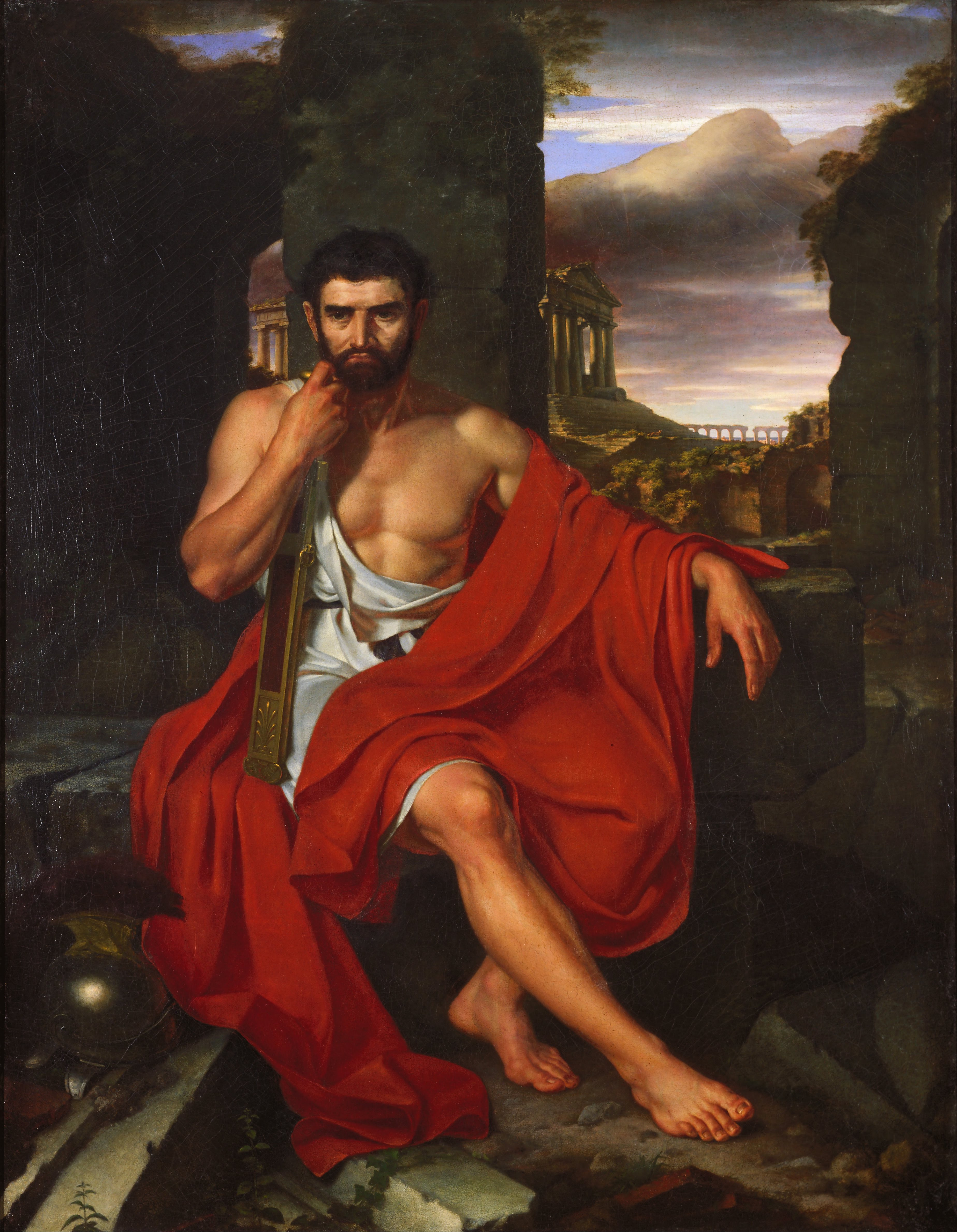
Màrius entre les ruïnes de Cartago per John Vanderlyn

La visió política dels romans comuns bàsicament no les van transmetre els escriptors antics. Valeri, però, aborda els costums populars de Roma com una societat democràtica.
Un exemple de com es percebia la visió política llavors és la història sobre Sext Tici, que tenia una pintura a casa d'un mort radical anomenat Luci Apuleu Saturní, que era popular per una nova reforma agrària que havia proposat; Tici acabà processat i castigat per aquesta pintura i les seues idees polítiques. Valeri escriu que els romans sentien una lleialtat personal per la memòria d'aquests reformadors (com els germans Grac). L'assemblea dels plebeus sentia que aquesta memòria podia ser desviada si hi hagués una associació amb el radicalisme.
Moltes voltes hi ha hagut impostors que deien ser fills de dirigents populistes com ara  Tiberi, Gai Mari, Grac i Publi Clodi Pulcre. A Roma se'ls estimava. De fet, Valeri relata que algú al·legava ser el net de Gai Mari i va atraure una multitud com el mateix Cèsar obtindria.
Valeri explica les actituds de l'aristocràcia i el menyspreu a què la classe més pobra era sotmesa per l'elit romana. Ho mostra amb la història sobre Publi Corneli Escipió Emilià. Un cert dia aquest dir a un grup de plebeus que, pràcticament, estaven només una mica  per sobre de ser esclaus. Els digué que no mereixien anomenar Itàlia la seua llar. Valeri mostra un concepte semblant amb Publi Corneli Escipió Nasica Serapió. La història diu que Nasica tractava les persones pobres com ridícules i menyspreables, perquè tenien les mans aspres pels treballs manuals. Valeri encara en dona un altre exemple en què l'aristòcrata Clàudia esperava més de les persones comunes romanes per a acabar la Primera Guerra Púnica.

### Generositat
Valeri dona exemples de generositat en el capítol 8 del llibre 5. Hi diu que la generositat és donada pels que són pobres. La paraula llatina per a generositat és liberalitas, i el déu del vi és Líber, i totes dues paraules s'originen de liber, que significa 'lliure'. Ací Valeri explica la història de com els romans, després de capturar a Àsia el rei Antíoc III el Gran (r. 222–187 ae) el 190 ae, donaren una gran porció dels territoris per al rei aliat d'ells Èumenes II de Pèrgam (r. 197–159 aC) com un present permanent.
Un altre exemple de generositat que Valeri narra ocorre després que els romans derrotassen Filip V de Macedònia (r. 221–179 aC). El 196 ae, els grecs tenien els Jocs Ístmics. Tit Quinci Flaminí proclamà la independència dels estats grecs del govern macedònic. En els jocs, l'estadi estava ple d'espectadors i Tit va demanar que es fes aquesta proclamació: "el senat i el poble romà, i Tit Quinci Flaminí, els seus generals, havent venut els macedonis i Filip, el seu rei, ordenen que Grècia siga lliure de guarnicions estrangeres, no subjecta a tributs, i que visca sota els seus propis costums i lleis."

### Bondat i compassió

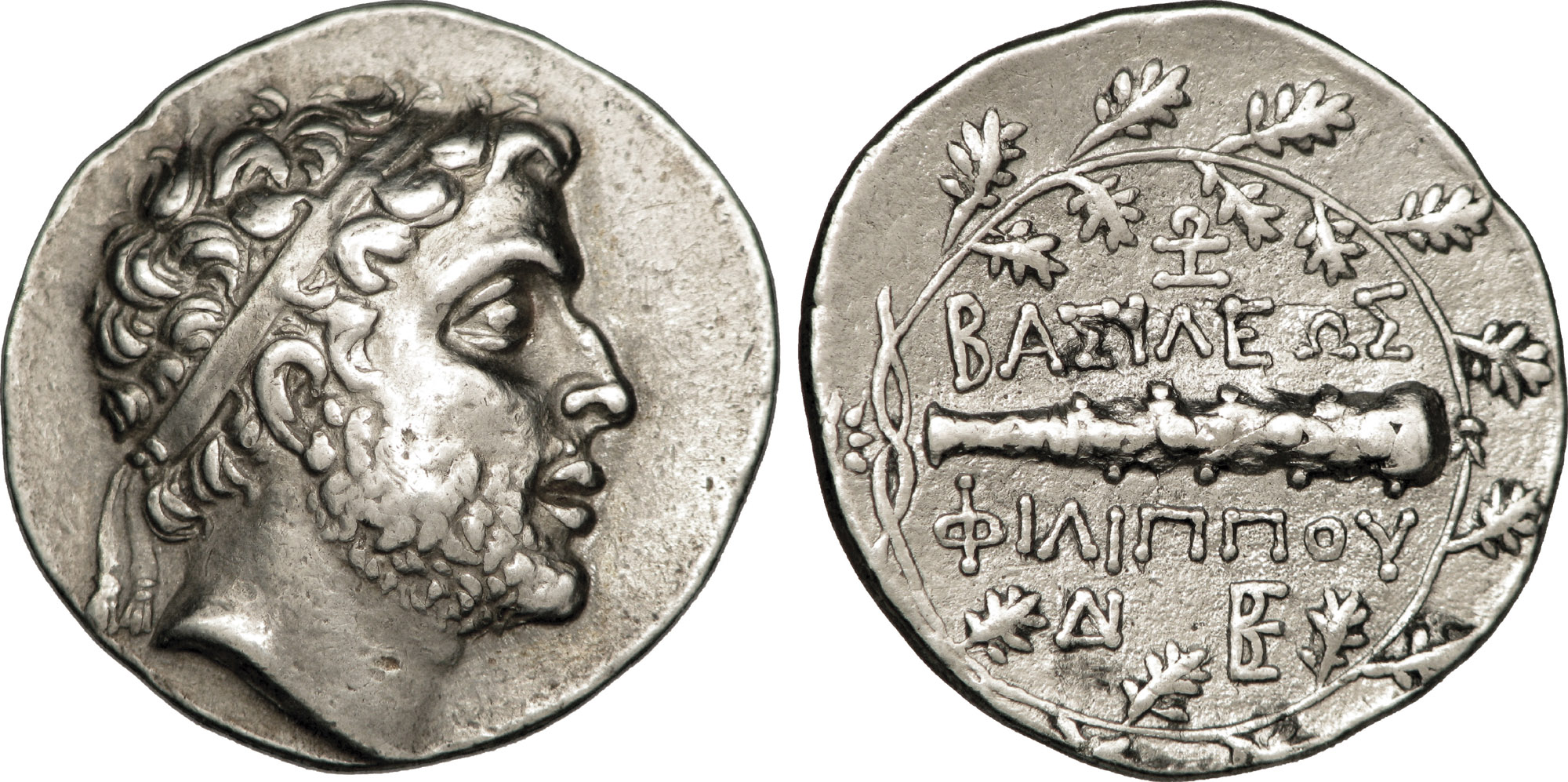
Dracma de Filip V de Macedònia (r. 221–179 ae)

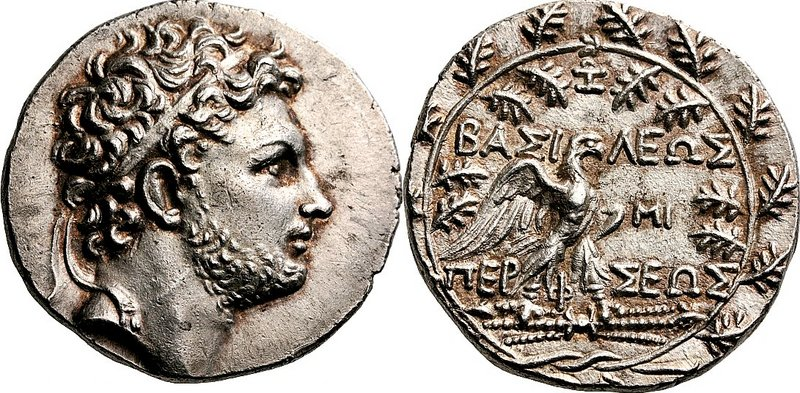
Perseu de Macedònia (r. 179–168 ae)

Els temes en el capítol 1 del llibre 5 són la bondat i la compassió; Valeri hi dona exemples basats en aquests conceptes. Les considera virtuts menors que la generositat, tot i que companyes. Escriu que la  bondat és mostrada pels que estan en requesta, i la compassió és per als que la sort se'ls ha bolcat. Considera que el nom de la generositat deriva d'un déu, i ha de rebre la major aprovació d'aquestes tres virtuts.
Un exemple de generositat, bondat i compassió ocorregué quan el senat romà va rebre l'oferta d'una gran suma en rescat per a l'alliberament de 2.743 soldats cartaginesos i la va rebutjar. El senat alliberà els soldats als representants que havien vingut a agafar-los i els va perdonar els seus crims. Els representants estaven atònits i van admetre que ells no haurien estat pas tan bondadosos i generosos.
Una altra història romana mitjançant la qual Valeri escriu sobre bondat és quan el rei Sífax de la Numídia occidental va morir a la presó de Tibur (ara Tívoli, Itàlia) el 201c ae, i el senat li va fer un funeral estatal. En una altra història semblant Valeri escriu sobre la compassió: quan el senat envià un qüestor a Alba Longa (al Laci) el 167 ae. Allà, el rei Perseu de Macedònia (r. 179–168 ae) fou desterrat i va morir poc després. Aquells volien honorar-lo i fer-li un funeral estatal.

### Gratitud

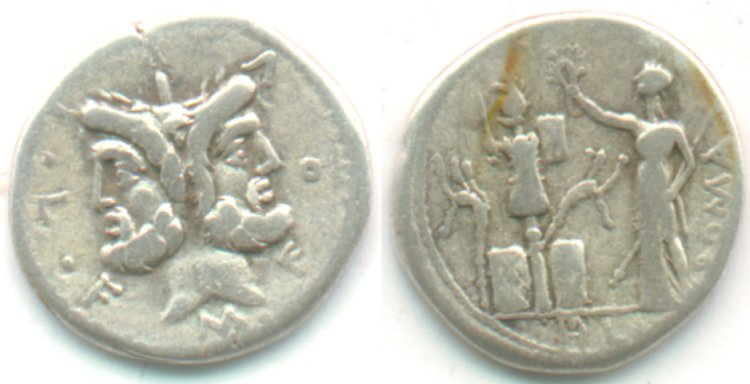
Denari de Quint Fabi Màxim Berrugós

Valeri dona exemples de gratitud en el capítol 2 del llibre 5. Un exemple n'és quan escriu sobre com Càpua estava sent assetjada per Quint Fulvi Flac; hi havia dues dones campanianes que tenien bons sentiments cap a Roma. Una n'era Vèstia Òpia, una dona casada amb família, que treballava a favor de l'exèrcit romà. Una altra n'era Clúvia Faucula, una prostituta, que donava menjar als presoners de guerra romans. Quan Càpua fou derrotada, el senat romà els retornà la llibertat i la propietat, i les hi va recompensar. Aquestes dones foren lloades en una important reunió del senat del 210. 
Valeri dona un altre exemple de gratitud quan escriu sobre Quint Fabi Màxim Berrugós (c.  280–203 ae), el Temporitzador (Cunctator). Fabi va morir el 203 ae després de ser cònsol cinc mandats. Moltes persones de Roma generosament donaren diners per al seu funeral en agraïment al seu càrrec. Quan encara era viu, per a mostrar la gratitud del seu servei cap al poble romà, un referèndum de la plebs donà igual poder al seu mestre de cavalleria Marc Minuci Rufus com a codictador el 217 ae.

### Ingratitud

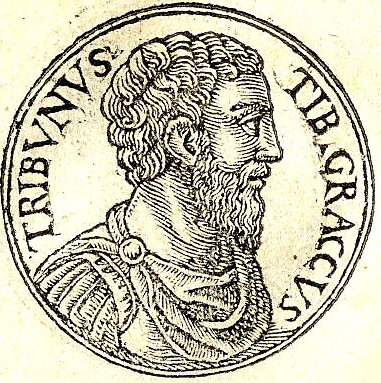
Tiberi Semproni Grac

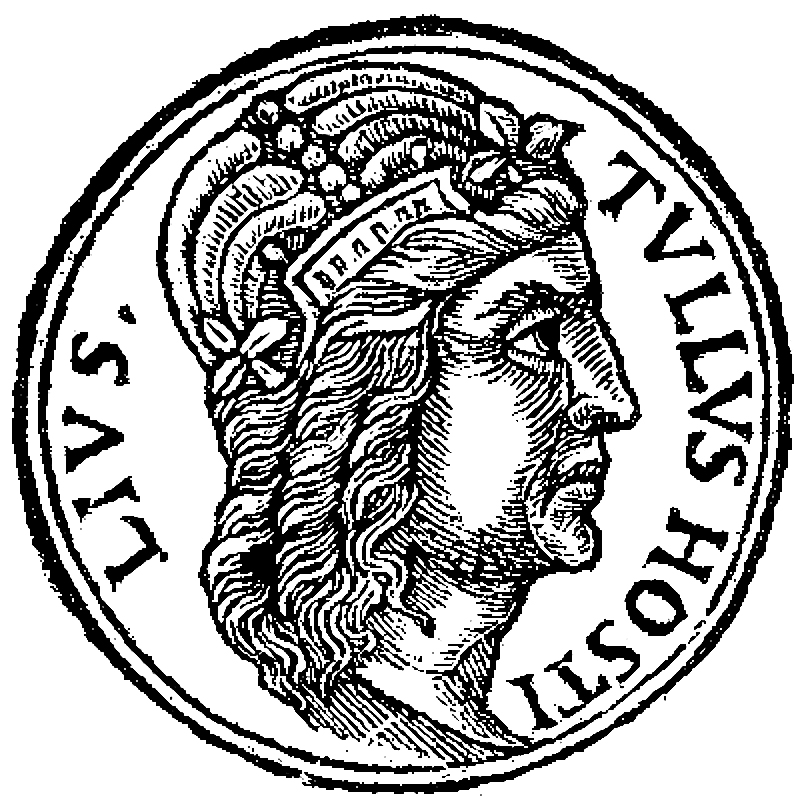
Tul·lus Hostili

Valeri tracta el tema de la ingratitud en el capítol 3 del llibre 4. Hi escriu que Publi Corneli Escipió Emilià, net del famós general Escipió l'Africà, havia destruït dues grans ciutats, Numància i Cartago, que eren grans amenaces per a Roma. Més tard, però, trobà la mort a Roma en circumstàncies misterioses el 129 ae, i mai no hi hagué ningú en el Fòrum Romà que en venjàs la mort.
Valeri parlà d'un altre exemple d'ingratitud en relació amb Publi Corneli Escipió Nasica Serapió. Nasica, pontífex màxim, havia dirigit un grup de senadors conservadors del senat per a matar el tribú populista dels plebeus Tiberi Semproni Grac el 133 ae. I després va haver de retirar-se de la vida pública, perquè el poble de Roma havia jutjat els seus mèrits injustament. Nasica anà a Pèrgam com a diplomàtic i mai no en retornà. Va morir allà.

### Crims infames
Valeri dona exemples de crims infames en el capítol 1 del llibre 8 i com es relacionen amb la gelosia. Un exemple relatat afirma que Marc Horaci fou considerat culpable de matar la seua germana. Horaci fou absolt del crim quan ell apel·là al públic. En una batalla defensant Roma, Horaci derrotà els germans Curiacis i els va matar. La seua germana estava promesa amb un d'ells i va plorar copiosament. Horaci llavors la matà pel seu amor a l'enemic. Les persones de Roma creien que aquesta era una punició severa, però justa. Horaci va rebre glòria no sols per matar els germans Curiacis, enemics, sinó també per matar la seua germana. En aquest cas el poble romà actuà com un guardià estricte de la castedat.
Un altre cas relatat per Valeri en què el poble romà actua com un jutge injust ocorre quan Servi Sulpici Galba fou durament denunciat  per Luci Escriboni Libó, tribú de la plebs el 149 ae. Cató el Censor recolzà les acusacions del tribú amb un gran discurs a l'assemblea romana com es relata en els seus Orígens. Galba va cometre un crim de guerra atroç contra els lusitans. Havia fet un acord de pau amb ells, però llavors en va massacrar 8.000 mentre era governador d'Hispania el 150 ae. Galba, tot i ser un gran orador, no tenia pas cap defensa real per als seus crims. Amb suborns i portant els seus fills i el nen orfe d'un parent davant del públic en un discurs de misericòrdia, en cercà l'absolució.
Un altre cas en què Valeri documenta crims de la història antiga és sobre Caius Cosconi, pretor al 89 ae i governador d'Il·líria del 78 ae al 76 ae. Fou acusat de desgovernança sota la Llei Serviliana el 101 se. No hi ha dubte que el culparen; tanmateix, ell va recitar un poema sobre el seu acusador, Valeri Valentí, i aconseguí que l'en absolgueren. El poema era sobre com Valeri havia seduït un jove en una toga ratllada i una jove lliberta. Valeri fou llavors condemnat per l'absolució de Cosconi.

### Comportament ultratjant

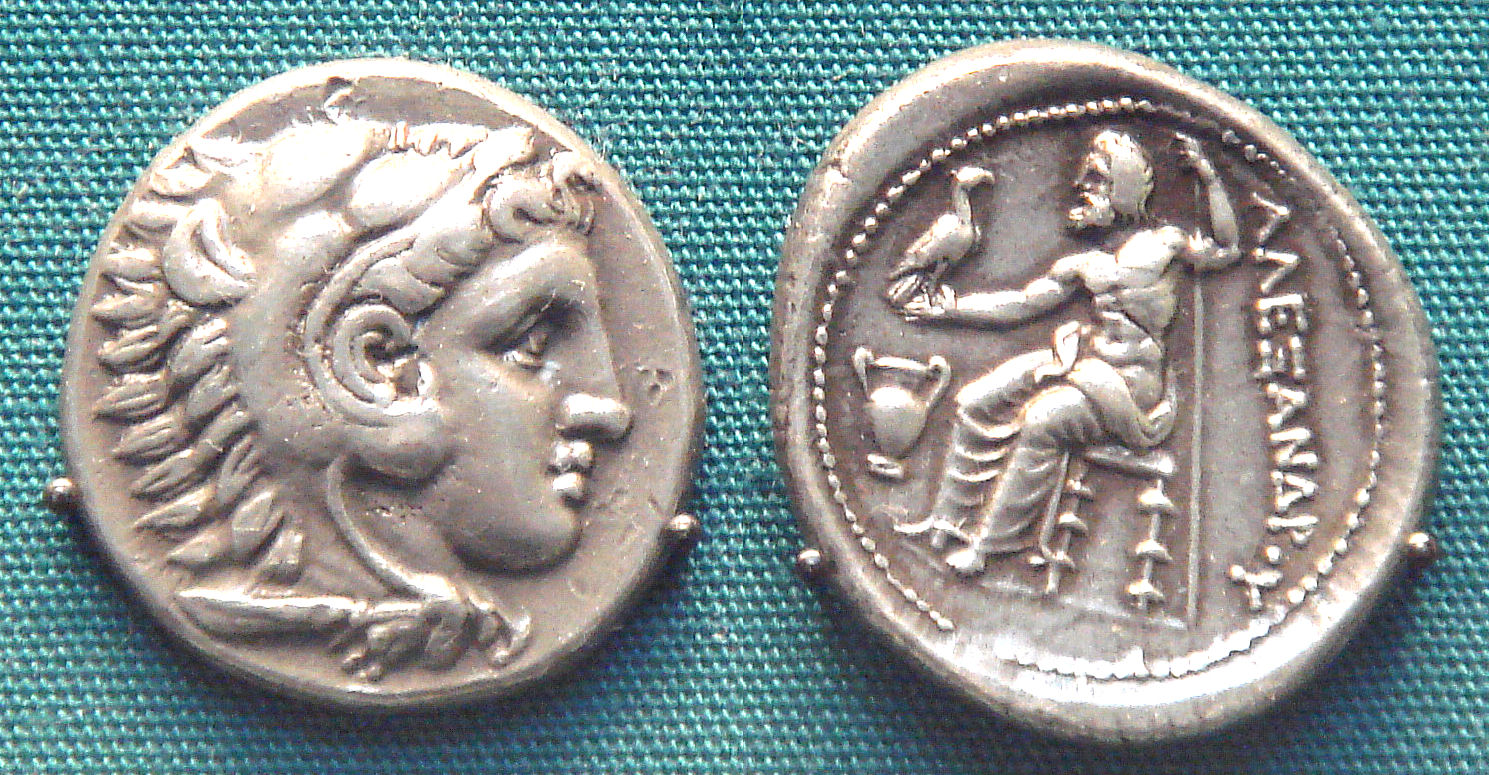
Dracma d'Alexandre el Gran

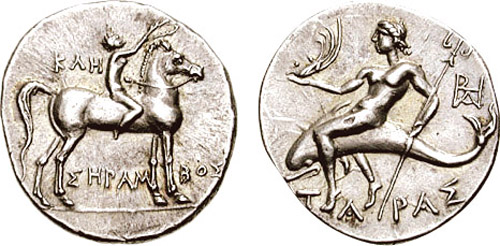
Dracma d'Hanníbal de Tàrent

Valeri relata en el capítol 5 del llibre 9, en Històries Estrangeres que Alexandre el Gran havia manifestat pràctiques arrogants: quan va menysprear el seu pare Filip II de Macedònia i digué que Júpiter Amom era el seu pare veritable; i quan adoptà el vestit i el comportament dels perses; també quan va al·legar ser un déu, i no un ésser humà.
Valeri escriu una altra història estrangera sobre Xerxes I de Pèrsia. Per a mostrar el seu comportament ultratjant i la seua arrogància, conta com Xerxes va convocar tots els líders d'Àsia. Quan estava a punt de declarar la guerra a Grècia, ell els va dir: "Jo no vull [que] les persones pensen que estic actuant per la meua pròpia iniciativa, per açò els he aplegat ací. Però recorden que tenen el deure d'obeir-me en comptes de persuadir-me." Valeri relata que en la invasió, Xerxes va sofrir tan gran derrota que algú podria preguntar-se si les seues paraules eren o no arrogants i estúpides.
Valeri escriu també una altra història estrangera sobre Hanníbal i com era d'arrogant després del seu èxit en la batalla de Canes. Explica que Hanníbal va tenir un deliri de grandesa i no va rebre cap dels seus conciutadans directament. Només va comunicar-se per un intermediari i va insultar el seu comandant de cavalleria Mahàrbal, que li havia dit davant la seua tenda en veu alta que havia planejat les coses de manera que Hanníbal estaria sopant en el Capitoli de Roma en alguns dies.